# Eupithecia gibsonata
Eupithecia gibsonata là một loài bướm đêm trong họ Geometridae.